# Immanuel Häusler

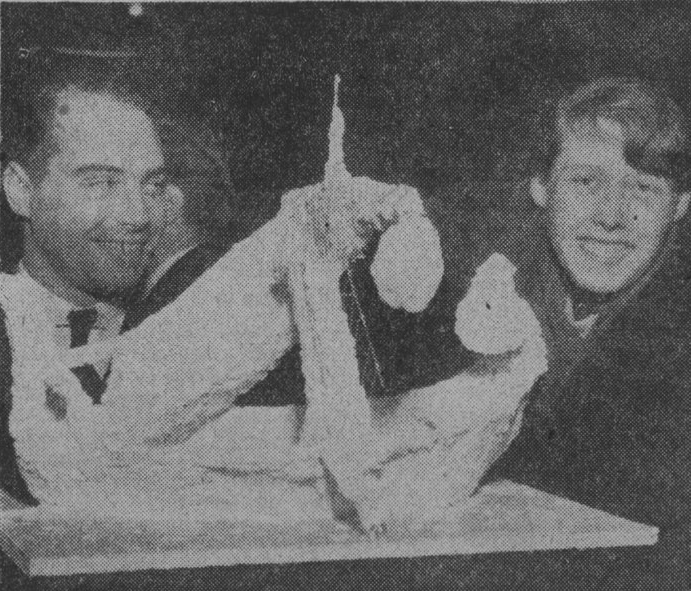
Immanuel Häusler och Kerstin Kjellberg-Jacobsson med modell av betongskepp till lekplats i Skönstavik.

Manne Immanuel Alexander Häusler, född 11 oktober 1924 i Kassel, död 17 augusti 1992 i Nässjö, var en svensk arkitekt.

## Biografi
Häusler fick sin utbildning till arkitekt vid Kungliga Tekniska högskolan i Stockholm, där han examinerades 1952, och Kungliga Konsthögskolan i samma stad, där han gick ut 1961. Åren 1954 till 1955 var han anställd arkitekt och stadsplanerare hos konsultfirman Kjessler & Mannerstråle. Han var biträdande stadsarkitekt i Sollentuna kommun 1956-1957 och stadsarkitekt i Täby kommun 1958-1964 samt efter 1979 även stadsarkitekt i Arvika kommun. I Sverige hade han egen arkitektverksamhet mellan 1965 och 1976, varefter han var verksam några år i Jerusalem. 
Till hans kända arbeten som arkitekt räknas ett bostadsområde bestående av ett 150-tal atriumhus i kvarteret Hästhagen, Södertälje (1971-72) och ett radhusområde vid sjön Drevviken i Sköndal, Stockholm, som han ritade i slutet av 1960-talet. Här rör det sig om 26 terrasserade radhus i kvarteret Biktfadern, placerade i två rader på en slänt ner till Drevviken. Området är ett representativt exempel på sin tids radhusbyggande och har av Stockholms stadsmuseum blivit grönklassat, vilket betyder att fastigheten har bebyggelse som är särskilt värdefull från historisk, kulturhistorisk, miljömässig eller konstnärlig synpunkt.
Häusler var 1958-1974 gift med konsertpianisten Irène Mannheimer.

## Bilder, verk i urval

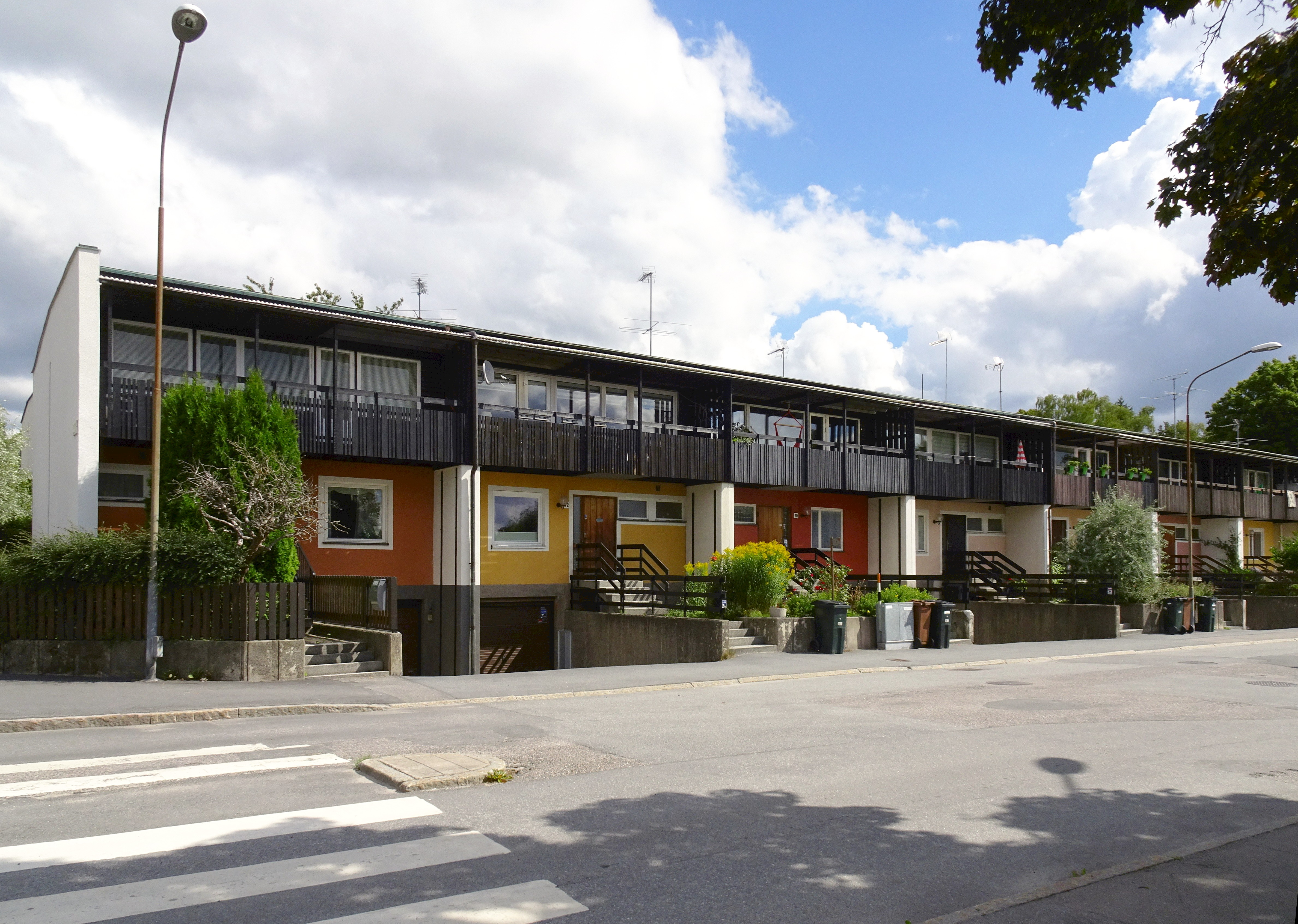
Radhusområde i kvarteret "Filtskivan" vid Långåkersvägen i Stureby.
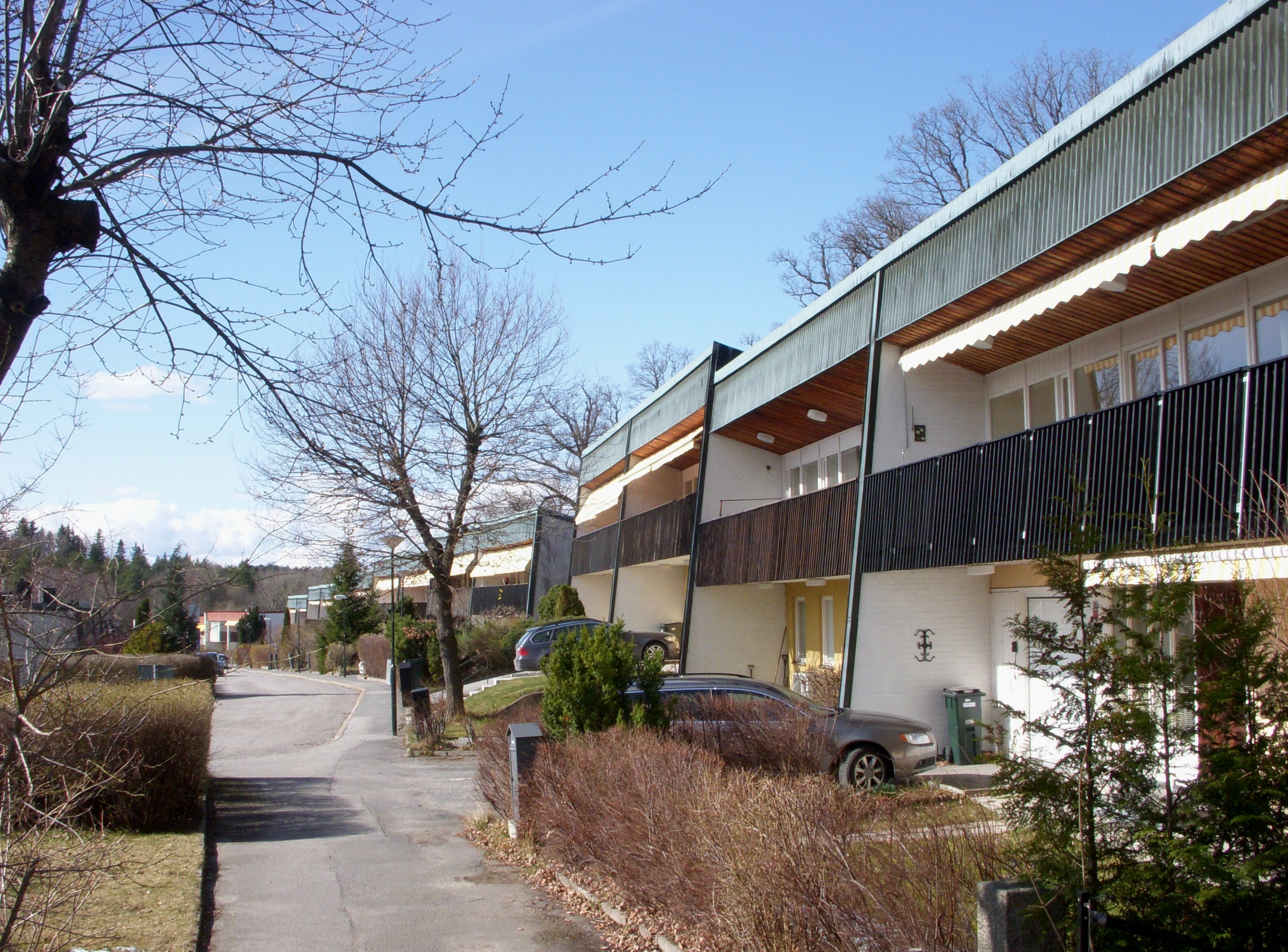
Radhusområde i kvarteret "Biktfadern" i Sköndal.
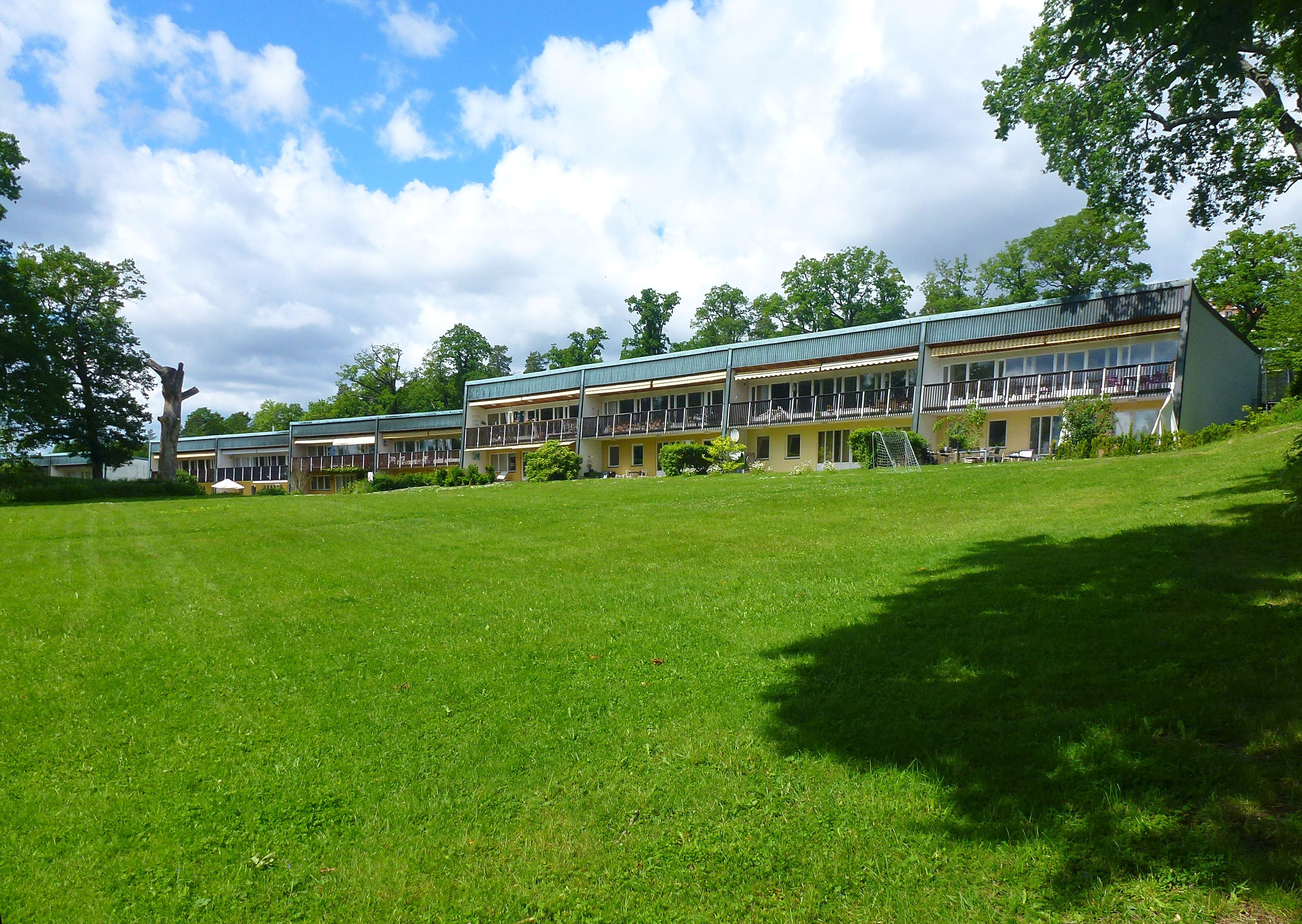
Radhusområde i kvarteret "Biktfadern" i Sköndal.
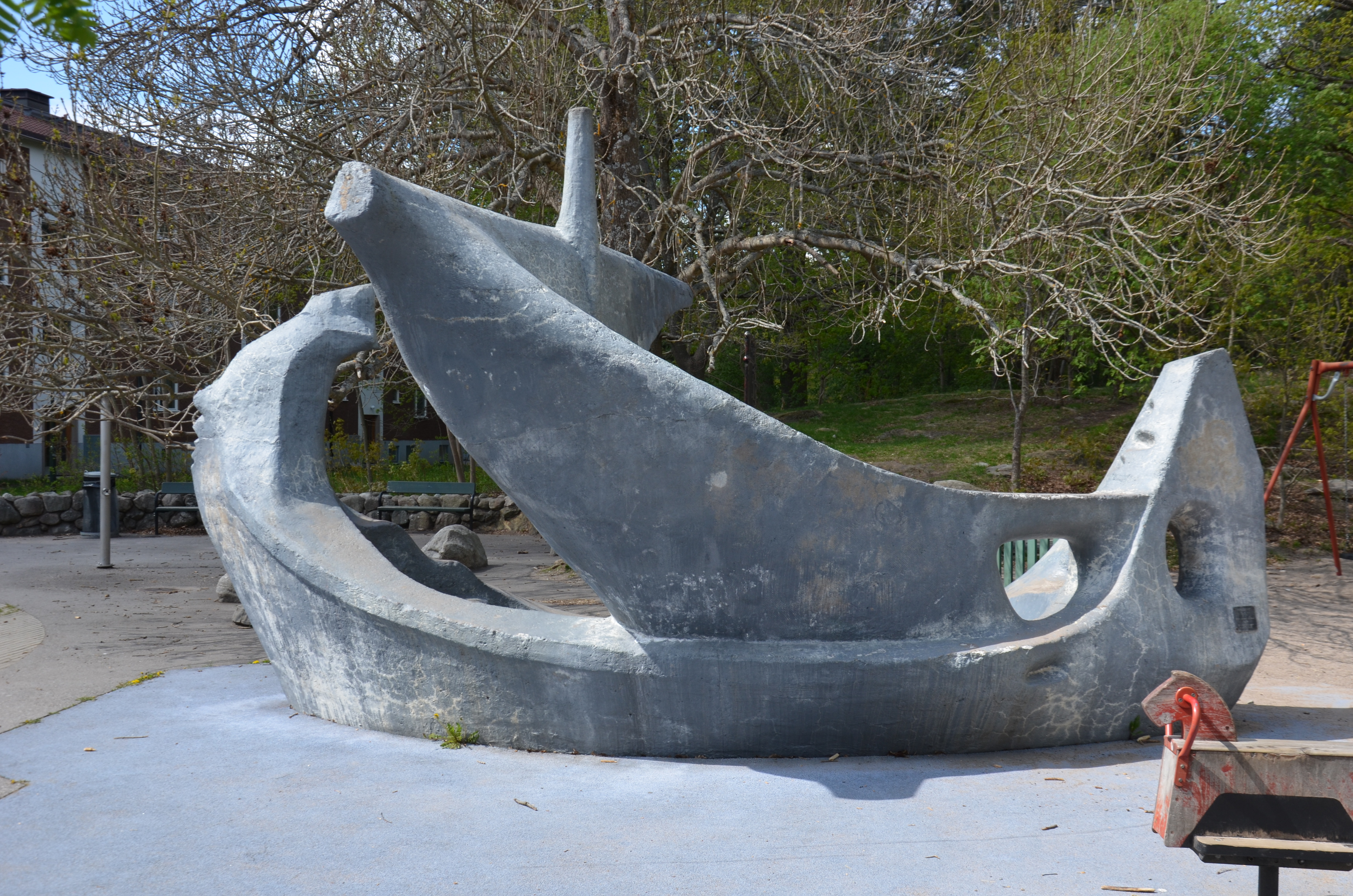
Skulptur "Skepp" i Sköndal tillsammans med Kerstin Kjellberg-Jacobsson.